# 阿什蘭山
阿什蘭山（英語：Mount Ashland）是美國俄勒岡州南部錫斯基尤山脈的最高峰，其海拔高度為7,532英尺（2,296公尺）。它因位於阿什蘭而得名。錫斯基尤山脈是加利福尼亞州西北部和俄勒岡州西南部克拉馬斯山脈的分支。這座山是羅格河-錫斯基尤國家森林的一部分，涵蓋了錫斯基尤山脈的大部分地區。俄勒岡州與加利福尼亞州的邊界位於阿什蘭山以南8公里（5英里）處。

## 地質學
阿什蘭山主要由花崗岩組成，也有閃長岩和花崗閃長岩等其他火成岩。這座山峰及其周圍的側翼構成了阿什蘭山火成岩。